# Partido de Puchacay
Partido de Puchacay es una división territorial del Imperio español dentro de la Capitanía General de Chile. Corresponde a la antigua Provincia o Corregimiento de Puchacay, que desde 1786  forma parte de la Intendencia de Concepción.
Su asiento estaba en la Villa de San Juan Bautista de Hualqui, ubicado a orillas del río Biobío. En 1799 su asiento es cambiado a  Villa de San Antonio de La Florida (1799). Era regida por el Subdelegado de Puchacay. En 1823, cambia su denominación a Delegación de Puchacay.